# 16 v.Chr.
16 v.Chr. is een jaartal volgens de christelijke jaartelling.

## Gebeurtenissen

### Italië
- In Rome worden Lucius Domitius Ahenobarbus en Publius Cornelius Scipio, door de Senaat gekozen tot consul van het Imperium Romanum.
- Keizer Augustus begeeft zich naar Gallië. Hij voert een reorganisatie van het bestuur door in Aquitania, Belgica en Lugdunensis.
- Augustus begint een veldtocht tegen de Keltische bergstammen in de Alpen, om de handelswegen naar Rome veilig te stellen.
- Ovidius publiceert in Rome zijn Amores

### Europa
- Caesar Augustus laat in het dal van de Moezel de stad Augusta Treverorum (Trier) bouwen, bedoeld als hoofdstad van Belgica Prima.
- Nero Claudius Drusus vestigt langs de Limes het Romeinse grensfort Castra Novaesium (huidige Neuss).
- De Germaanse stammen de Tencteri en Usipeti steken de Rijn over en vernietigen het Romeinse legerkamp van Legio V Alaudae.
- De Romeinen vallen Dacië binnen en plunderen de handelsstad Histria. Pannonië en Noricum vallen daaropp de Romeinen aan. De Kelten worden verslagen door Publius Silius, proconsul van Illyricum. Vanaf nu wordt Noricum officieel een provincie, maar in de praktijk blijft het een koninkrijk.
- Tiberius Claudius Nero levert een mini-zeeslag tegen de Raetiërs, die aan de oevers van het Bodenmeer wonen. Het eiland Mainau wordt een Romeinse vlootbasis.